# Flèche wallonne féminine 1999
Cet article concerne l'édition féminine de la Flèche wallonne. Pour la course masculine, voir Flèche wallonne 1999.
La 2e édition de la Flèche wallonne féminine a eu lieu le 14 avril 1999. Elle fait partie du calendrier de la Coupe du monde de cyclisme sur route féminine 1999. La course est remportée par l'Allemande Hanka Kupfernagel.

## Parcours
Les sources divergent concernant la distance de la course. Cyclingnews.com et mémoire-du-cyclisme lui attribuent 118 km,, tandis que l'UCI indique 93 km. Cette dernière source donne les côtes suivantes :
| Num | Nom              | km   | Longueur (m) | Pente moyenne | km de l'arrivée |
| --- | ---------------- | ---- | ------------ | ------------- | --------------- |
| 1   | Côte de France   | 13   | 2,5          | 5,8 %         | 80              |
| 2   | Côte d'Ereffe    | 33   | 2 200        | 5,9 %         | 60              |
| 3   | Côte d'Ossogne   | 33   |              |               | 60              |
| 4   | Côte de Bohissau | 67   | 2 700        | 5,9 %         | 26              |
| 5   | Côte de Ahin     | 82   | 2 000        | 7,9 %         | 11              |
| 6   | Mur de Huy       | 93,0 | 1 000        | 13,5 %        | 0               |

## Équipes
| Équipes féminines professionnelles (15)- Acca Due O-Lorena Camicie - Alfa Lum-William Aurora - Ebly - Edil Savino - Hartol-Farm Frites - Gas Sport Team - CA Mantes-la-Ville-Jean Floc'h - SC Masters Automazione-Molteni Record - Mazza Tege Fresh Fries - SC Michela Fanini Record Rox - Nürnberger Versicherung-Emmi - Swam Hooch - The Greenery Hawk - Vlaanderen 2002 Ladies - J&J Wholesalers Équipes nationales (12)- Allemagne - Belgique - Canada - Danemark - France - Grande-Bretagne - Lituanie - Norvège - Pays-Bas - Pologne - Russie - Suisse Équipe féminines amateur (2)- Rostex-Quantum - Royale Pedale Saint Martin |
| |

## Récit de la course
De la neige tombe sur la course. La côte de France provoque déjà une sélection importante. Une cinquantaine de coureuses sont pointées à une minute trente derrière le peloton à son sommet. Au kilomètre vingt-quatre, six athlètes placent une attaque mais se font rapidement rejoindre. Au kilomètre vingt-huit, une chute importante se produit. La championne du monde Diana Žiliūtė est impliquée. Blessée et victime de soucis mécaniques, elle ne parvient pas à revenir sur le peloton. Par ailleurs, Lotte Schmitt, Lisbeth Simper et Monica Valen sont hospitalisées. Dans la côte d'Ereffe, un peloton d'environ soixante-dix unités est groupé. Au kilomètre cinquante-neuf, Valentina Gerasimova attaque. Elle a une avance de trente-cinq seconde au sommet de la côte de Bohisseau. Elle est reprise au kilomètre quatre-vingt-trois. Deux kilomètres plus loin, Mari Holden tente sa chance sans succès. Gabriella Pregnolato attaque ensuite. Elle arrive au pied du mur de Huy avec cent mètres d'avance, mais voit revenir ses poursuivantes dès les premières pentes. Hanka Kupfernagel accélère et parvient à conserver une cinquantaine de mètres d'avance jusqu'à la ligne d'arrivée. Elle prend également la tête de la Coupe du monde,

## Classement final
| \| Classement général \| Classement général \| Classement général \| Classement général \| Classement général \| \| Coureuse \| Coureuse \| Pays \| Équipe \| Temps \| \| ------------------ \| ------------------------- \| ------------------ \| ------------------------- \| ------------------ \| \| 1re \| Hanka Kupfernagel \| Allemagne \| The Greenery Hawk \| 2 h 43 min 18 s \| \| 2e \| Edita Pučinskaitė \| Lituanie \| Lituanie \| + 13 s \| \| 3e \| Cindy Pieters \| Belgique \| Vlaanderen 2002 Ladies \| + 15 s \| \| 4e \| Fabiana Luperini \| Italie \| Gas Sport Team \| + 17 s \| \| 5e \| Roberta Bonanomi \| Italie \| Acca Due O-Lorena Camicie \| + 17 s \| \| 6e \| Pia Sundstedt \| Finlande \| Gas Sport Team \| + 19 s \| \| 7e \| Yvonne McGregor \| Royaume-Uni \| Grande-Bretagne \| + 21 s \| \| 8e \| Mari Holden \| États-Unis \| Acca Due O-Lorena Camicie \| + 26 s \| \| 9e \| Élisabeth Chevanne-Brunel \| France \| France \| + 26 s \| \| 10e \| Caroline Alexander \| Royaume-Uni \| Grande-Bretagne \| + 30 s \| |                           |             |                           |                 |
| |                           |             |                           |                 |
| |                           |             |                           |                 |
| Classement général |                           |             |                           |                 |
| Coureuse | Coureuse                  | Pays        | Équipe                    | Temps           |
| 1re | Hanka Kupfernagel         | Allemagne   | The Greenery Hawk         | 2 h 43 min 18 s |
| 2e | Edita Pučinskaitė         | Lituanie    | Lituanie                  | + 13 s          |
| 3e | Cindy Pieters             | Belgique    | Vlaanderen 2002 Ladies    | + 15 s          |
| 4e | Fabiana Luperini          | Italie      | Gas Sport Team            | + 17 s          |
| 5e | Roberta Bonanomi          | Italie      | Acca Due O-Lorena Camicie | + 17 s          |
| 6e | Pia Sundstedt             | Finlande    | Gas Sport Team            | + 19 s          |
| 7e | Yvonne McGregor           | Royaume-Uni | Grande-Bretagne           | + 21 s          |
| 8e | Mari Holden               | États-Unis  | Acca Due O-Lorena Camicie | + 26 s          |
| 9e | Élisabeth Chevanne-Brunel | France      | France                    | + 26 s          |
| 10e | Caroline Alexander        | Royaume-Uni | Grande-Bretagne           | + 30 s          |

## Liste des participantes
| Gas Sport Team GAS | Gas Sport Team GAS           | Gas Sport Team GAS |
| ------------------ | ---------------------------- | ------------------ |
| Num                | Coureuse                     | Pos                |
| 1                  | Fabiana Luperini (ITA)       | 4e                 |
| 2                  | Pia Sundstedt (FIN)          | 6e                 |
| 3                  | Alessandra Cappellotto (ITA) | 22e                |
| 4                  | Vera Hohlfeld (GER)          | 49e                |
| 5                  | Valeria Cappellotto (ITA)    | 60e                |
| 6                  | Moira Tarraran (ITA)         | 72e                |

| Lituanie LTU | Lituanie LTU          | Lituanie LTU |
| ------------ | --------------------- | ------------ |
| Num          | Coureuse              | Pos          |
| 11           | Edita Pučinskaitė     | 2e           |
| 12           | Diana Žiliūtė         | AB           |
| 13           | Jolanta Polikevičiūtė | AB           |
| 14           | Rasa Polikevičiūtė    | AB           |
| 15           | Liuda Triabaitė       | AB           |
| 16           | Erika Vilūnaitė       | AB           |

| Vlaanderen 2002 Ladies ___ | Vlaanderen 2002 Ladies ___ | Vlaanderen 2002 Ladies ___ |
| -------------------------- | -------------------------- | -------------------------- |
| Num                        | Coureuse                   | Pos                        |
| 21                         | Cindy Pieters (BEL)        | 3e                         |
| 22                         | Heidi Van de Vijver (BEL)  | 13e                        |
| 23                         | Evy Van Damme (BEL)        | 68e                        |
| 24                         | Ruth Demeijer (BEL)        | 69e                        |
| 25                         | Cindy Bauwens (BEL)        | 91e                        |
| 26                         | Veronique Belleter (BEL)   | AB                         |

| The Greenery Hawk GHT | The Greenery Hawk GHT      | The Greenery Hawk GHT |
| --------------------- | -------------------------- | --------------------- |
| Num                   | Coureuse                   | Pos                   |
| 31                    | Hanka Kupfernagel (GER)    | 1re                   |
| 32                    | Sanna Lehtimäki (FIN)      | 14e                   |
| 33                    | Meike de Bruijn (NED)      | 15e                   |
| 34                    | Sandra Missbach (GER)      | 56e                   |
| 35                    | Aleksandra Koliaseva (RUS) | 59e                   |
| 36                    | Valentina Polkhanova (RUS) | AB                    |

| Acca Due O-Lorena Camicie ADO | Acca Due O-Lorena Camicie ADO | Acca Due O-Lorena Camicie ADO |
| ----------------------------- | ----------------------------- | ----------------------------- |
| Num                           | Coureuse                      | Pos                           |
| 41                            | Roberta Bonanomi (ITA)        | 5e                            |
| 42                            | Mari Holden (USA)             | 8e                            |
| 43                            | Gabriella Pregnolato (ITA)    | 24e                           |
| 44                            | Zulfiya Zabirova (RUS)        | 27e                           |
| 45                            | Zinaida Stahurskaia (BLR)     | 38e                           |
| 46                            | Sara Felloni (ITA)            | 52e                           |

| Grande-Bretagne GBR | Grande-Bretagne GBR | Grande-Bretagne GBR |
| ------------------- | ------------------- | ------------------- |
| Num                 | Coureuse            | Pos                 |
| 51                  | Yvonne McGregor     | 7e                  |
| 52                  | Caroline Alexander  | 10e                 |
| 53                  | Sara Symington      | 17e                 |
| 54                  | Michelle Ward       | 21e                 |
| 55                  | Ruth Ellway         | 53e                 |
| 56                  | Megan Hughes        | AB                  |

| France FRA | France FRA                | France FRA |
| ---------- | ------------------------- | ---------- |
| Num        | Coureuse                  | Pos        |
| 61         | Élisabeth Chevanne-Brunel | 9e         |
| 62         | Géraldine Loewenguth      | 32e        |
| 63         | Magali Le Floc'h          | 35e        |
| 64         | Séverine Desbouys         | 54e        |
| 65         | Sylvie Riedle             | 75e        |
| 66         | Albine Caillié            | AB         |

| Alfa Lum-William Aurora ALF | Alfa Lum-William Aurora ALF | Alfa Lum-William Aurora ALF |
| --------------------------- | --------------------------- | --------------------------- |
| Num                         | Coureuse                    | Pos                         |
| 71                          | Sonia Rocca (ITA)           | 11e                         |
| 72                          | Fátima Blázquez (ESP)       | 20e                         |
| 73                          | Alexandra Nöhles (GER)      | 26e                         |
| 74                          | Daniela Veronesi (SMR)      | 28e                         |
| 75                          | Regina Schleicher (GER)     | 46e                         |
| 76                          | Simona Grossi (ITA)         | AB                          |

| Edil Savino EDI | Edil Savino EDI         | Edil Savino EDI |
| --------------- | ----------------------- | --------------- |
| Num             | Coureuse                | Pos             |
| 81              | Karen Kurreck (USA)     | 12e             |
| 82              | Nada Cristofoli (ITA)   | 55e             |
| 83              | Catherine Marsal (FRA)  | 67e             |
| 84              | Sara Savino (ITA)       | 86e             |
| 85              | Luisiana Pegoraro (ITA) | AB              |

| SC Michela Fanini Record Rox MIC | SC Michela Fanini Record Rox MIC | SC Michela Fanini Record Rox MIC |
| -------------------------------- | -------------------------------- | -------------------------------- |
| Num                              | Coureuse                         | Pos                              |
| 91                               | Fany Lecourtois (FRA)            | 16e                              |
| 92                               | Natalja Kistchuk (UKR)           | 43e                              |
| 93                               | Tanja Schmidt-Hennes (GER)       | 48e                              |
| 94                               | Svetlana Guiguileva (UKR)        | 58e                              |
| 95                               | Marika Murer (SUI)               | 74e                              |
| 96                               | Silvia Parietti (ITA)            | 85e                              |

| Ebly EBL | Ebly EBL                | Ebly EBL |
| -------- | ----------------------- | -------- |
| Num      | Coureuse                | Pos      |
| 101      | Aline Camboulives (FRA) | 18e      |
| 102      | Tracey Gaudry (AUS)     | 51e      |
| 103      | Laurence Restoin (FRA)  | 66e      |
| 104      | Sabrina Arhab (FRA)     | 76e      |
| 105      | Juanita Feldhahn (AUS)  | AB       |

| Pays-Bas NED | Pays-Bas NED          | Pays-Bas NED |
| ------------ | --------------------- | ------------ |
| Num          | Coureuse              | Pos          |
| 111          | Mirjam Melchers       | 19e          |
| 112          | Sandra Rombouts       | 23e          |
| 113          | Janneke Vos           | 61e          |
| 114          | Elsbeth Vink          | AB           |
| 115          | Edith Klep-Moerenhout | AB           |

| Suisse SUI | Suisse SUI       | Suisse SUI |
| ---------- | ---------------- | ---------- |
| Num        | Coureuse         | Pos        |
| 121        | Marcia Eicher    | 25e        |
| 122        | Chantal Daucourt | 44e        |
| 123        | Elfie Kunz       | 70e        |
| 124        | Sandra Wampfler  | 78e        |
| 125        | Alexandra Born   |            |

| Canada CAN | Canada CAN         | Canada CAN |
| ---------- | ------------------ | ---------- |
| Num        | Coureuse           | Pos        |
| 131        | Susan Palmer-Komar | 29e        |
| 132        | Clara Hughes       | 40e        |
| 133        | Heather Cole       | 65e        |
| 134        | Sandy Espeseth     | 84e        |
| 135        | Cybil Di Guistini  | AB         |

| Norvège NOR | Norvège NOR         | Norvège NOR |
| ----------- | ------------------- | ----------- |
| Num         | Coureuse            | Pos         |
| 141         | Wenche Stensvold    | 30e         |
| 142         | Ragnhild Kostøl     | 80e         |
| 143         | Monica Valvik-Valen | AB          |
| 144         | Jorunn Kvalø        | AB          |

| Allemagne GER | Allemagne GER        | Allemagne GER |
| ------------- | -------------------- | ------------- |
| Num           | Coureuse             | Pos           |
| 151           | Jacqueline Brabenetz | 31e           |
| 152           | Tina Liebig          | 89e           |
| 153           | Ina-Yoko Teutenberg  | AB            |
| 154           | Natascha Klewitz     | AB            |
| 155           | Petra Rossner        | AB            |
| 156           | Cornelia Dreher      | AB            |

| SC Masters Automazione-Molteni Record MOL | SC Masters Automazione-Molteni Record MOL | SC Masters Automazione-Molteni Record MOL |
| ----------------------------------------- | ----------------------------------------- | ----------------------------------------- |
| Num                                       | Coureuse                                  | Pos                                       |
| 161                                       | Lucia Pizzolotto (ITA)                    | 33e                                       |
| 162                                       | Sigrid Corneo (ITA)                       | 37e                                       |
| 163                                       | Barbara Del Vai (ITA)                     | 64e                                       |
| 164                                       | Ljudmilla Corneo (ITA)                    | AB                                        |

| Russie RUS | Russie RUS           | Russie RUS |
| ---------- | -------------------- | ---------- |
| Num        | Coureuse             | Pos        |
| 171        | Swetlana Bubnenkowa  | 34e        |
| 172        | Valentina Gerasimova | 36e        |
| 173        | Ita Kryjanovskaia    | AB         |
| 174        | Gulnara Fatkúlina    | AB         |

| Hartol-Farm Frites HAR | Hartol-Farm Frites HAR     | Hartol-Farm Frites HAR |
| ---------------------- | -------------------------- | ---------------------- |
| Num                    | Coureuse                   | Pos                    |
| 181                    | Leontien van Moorsel (NED) | 39e                    |
| 182                    | Debby Mansveld (NED)       | 71e                    |
| 183                    | Marije Gemser (NED)        | 88e                    |
| 184                    | Hester Marieke Kroes (NED) | 93e                    |
| 185                    | Sissy van Alebeek (NED)    | AB                     |
| 186                    | Anouska van der Zee (NED)  | AB                     |

| Pologne POL | Pologne POL        | Pologne POL |
| ----------- | ------------------ | ----------- |
| Num         | Coureuse           | Pos         |
| 191         | Bogumiła Matusiak  | 41e         |
| 192         | Małgorzata Wysocka | 90e         |
| 193         | Monika Kotek       | AB          |
| 194         | Anna Skawinska     | AB          |
| 195         | Monika Tyburska    | AB          |
| 196         | Dorota Czynszak    | AB          |

| Nürnberger Versicherung - Emmi NUR | Nürnberger Versicherung - Emmi NUR | Nürnberger Versicherung - Emmi NUR |
| ---------------------------------- | ---------------------------------- | ---------------------------------- |
| Num                                | Coureuse                           | Pos                                |
| 201                                | Barbara Heeb (SUI)                 | 42e                                |
| 202                                | Viola Paulitz (GER)                | 45e                                |
| 203                                | Silvia Zoller (SUI)                | 57e                                |
| 204                                | Kerstin Scheitle (GER)             | 87e                                |
| 205                                | Nicole Peitzmeier (GER)            | AB                                 |
| 206                                | Diana Rast (SUI)                   | AB                                 |

| C.A. Mantes La Ville 78 CAM | C.A. Mantes La Ville 78 CAM | C.A. Mantes La Ville 78 CAM |
| --------------------------- | --------------------------- | --------------------------- |
| Num                         | Coureuse                    | Pos                         |
| 211                         | Alexandra Le Hénaff (FRA)   | 47e                         |
| 212                         | Delphine Deschamps (FRA)    | 92e                         |
| 213                         | Rachel Leroux (FRA)         | AB                          |
| 214                         | Aurélie Anaise (FRA)        | AB                          |

| Belgique BEL | Belgique BEL          | Belgique BEL |
| ------------ | --------------------- | ------------ |
| Num          | Coureuse              | Pos          |
| 221          | Ann Roegiers          | 50e          |
| 223          | Miranda De Permentier | AB           |
| 224          | Els Decottenier       | AB           |
| 225          | Liliane Leenknegt     | AB           |
| 226          | Veronique Coene       | AB           |
| 227          | Kim Van Gastel        | AB           |

| Swam Hooch ___ | Swam Hooch ___         | Swam Hooch ___ |
| -------------- | ---------------------- | -------------- |
| Num            | Coureuse               | Pos            |
| 231            | Tamara Poliakova (UKR) | 62e            |
| 232            | Elena Barillova (SVK)  | 79e            |
| 233            | Lenka Ilavská (SVK)    | AB             |
| 234            | Marie Kolarikova (CZE) | AB             |

| Rostex-Quantum ___ | Rostex-Quantum ___     | Rostex-Quantum ___ |
| ------------------ | ---------------------- | ------------------ |
| Num                | Coureuse               | Pos                |
| 241                | Julie Pekárková (CZE)  | 81e                |
| 242                | Lada Kozlíková (CZE)   | 83e                |
| 243                | Simona Wagnerova (CZE) | AB                 |
| 244                | Šárka Chmurová (CZE)   | AB                 |

| Danemark DEN | Danemark DEN   | Danemark DEN |
| ------------ | -------------- | ------------ |
| Num          | Coureuse       | Pos          |
| 251          | Rikke Sandhøj  | 73e          |
| 252          | Lisbeth Simper | AB           |
| 253          | Sanne Schmidt  | AB           |
| 254          | Lotte Schmidt  | AB           |

| Royale Pedale Saint Martin ___ | Royale Pedale Saint Martin ___ | Royale Pedale Saint Martin ___ |
| ------------------------------ | ------------------------------ | ------------------------------ |
| Num                            | Coureuse                       | Pos                            |
| 261                            | Deborah Geentjens (BEL)        | 77e                            |
| 262                            | Els Bauden (BEL)               | 82e                            |

| J&J Wholesalers JJW | J&J Wholesalers JJW     | J&J Wholesalers JJW |
| ------------------- | ----------------------- | ------------------- |
| Num                 | Coureuse                | Pos                 |
| 271                 | Anriette Schoeman (RSA) | AB                  |
| 272                 | Annelie Colyn (RSA)     | AB                  |
| 273                 | Chantal Polansky (BEL)  | AB                  |
| 274                 | Cecilia Bäckstedt (SWE) | AB                  |
| 275                 | Karin Avenant (RSA)     | AB                  |
| 276                 | Annelise Stander (RSA)  | AB                  |
| 277                 | Vanessa Cheatley (NZL)  | 63e                 |

| GS Mazza-Tege Fresh Fries MAZ | GS Mazza-Tege Fresh Fries MAZ | GS Mazza-Tege Fresh Fries MAZ |
| ----------------------------- | ----------------------------- | ----------------------------- |
| Num                           | Coureuse                      | Pos                           |
| 281                           | Elizabeth Tadich (AUS)        | AB                            |
| 282                           | Jacinta Coleman (NZL)         | AB                            |
| 283                           | Rebecca Bishop (GBR)          | AB                            |
| 284                           | Alexandra Bähler (SUI)        | AB                            |

| Gas Sport Team GAS | Gas Sport Team GAS           | Gas Sport Team GAS |
| ------------------ | ---------------------------- | ------------------ |
| Num                | Coureuse                     | Pos                |
| 1                  | Fabiana Luperini (ITA)       | 4e                 |
| 2                  | Pia Sundstedt (FIN)          | 6e                 |
| 3                  | Alessandra Cappellotto (ITA) | 22e                |
| 4                  | Vera Hohlfeld (GER)          | 49e                |
| 5                  | Valeria Cappellotto (ITA)    | 60e                |
| 6                  | Moira Tarraran (ITA)         | 72e                |

| Lituanie LTU | Lituanie LTU          | Lituanie LTU |
| ------------ | --------------------- | ------------ |
| Num          | Coureuse              | Pos          |
| 11           | Edita Pučinskaitė     | 2e           |
| 12           | Diana Žiliūtė         | AB           |
| 13           | Jolanta Polikevičiūtė | AB           |
| 14           | Rasa Polikevičiūtė    | AB           |
| 15           | Liuda Triabaitė       | AB           |
| 16           | Erika Vilūnaitė       | AB           |

| Vlaanderen 2002 Ladies ___ | Vlaanderen 2002 Ladies ___ | Vlaanderen 2002 Ladies ___ |
| -------------------------- | -------------------------- | -------------------------- |
| Num                        | Coureuse                   | Pos                        |
| 21                         | Cindy Pieters (BEL)        | 3e                         |
| 22                         | Heidi Van de Vijver (BEL)  | 13e                        |
| 23                         | Evy Van Damme (BEL)        | 68e                        |
| 24                         | Ruth Demeijer (BEL)        | 69e                        |
| 25                         | Cindy Bauwens (BEL)        | 91e                        |
| 26                         | Veronique Belleter (BEL)   | AB                         |

| The Greenery Hawk GHT | The Greenery Hawk GHT      | The Greenery Hawk GHT |
| --------------------- | -------------------------- | --------------------- |
| Num                   | Coureuse                   | Pos                   |
| 31                    | Hanka Kupfernagel (GER)    | 1re                   |
| 32                    | Sanna Lehtimäki (FIN)      | 14e                   |
| 33                    | Meike de Bruijn (NED)      | 15e                   |
| 34                    | Sandra Missbach (GER)      | 56e                   |
| 35                    | Aleksandra Koliaseva (RUS) | 59e                   |
| 36                    | Valentina Polkhanova (RUS) | AB                    |

| Acca Due O-Lorena Camicie ADO | Acca Due O-Lorena Camicie ADO | Acca Due O-Lorena Camicie ADO |
| ----------------------------- | ----------------------------- | ----------------------------- |
| Num                           | Coureuse                      | Pos                           |
| 41                            | Roberta Bonanomi (ITA)        | 5e                            |
| 42                            | Mari Holden (USA)             | 8e                            |
| 43                            | Gabriella Pregnolato (ITA)    | 24e                           |
| 44                            | Zulfiya Zabirova (RUS)        | 27e                           |
| 45                            | Zinaida Stahurskaia (BLR)     | 38e                           |
| 46                            | Sara Felloni (ITA)            | 52e                           |

| Grande-Bretagne GBR | Grande-Bretagne GBR | Grande-Bretagne GBR |
| ------------------- | ------------------- | ------------------- |
| Num                 | Coureuse            | Pos                 |
| 51                  | Yvonne McGregor     | 7e                  |
| 52                  | Caroline Alexander  | 10e                 |
| 53                  | Sara Symington      | 17e                 |
| 54                  | Michelle Ward       | 21e                 |
| 55                  | Ruth Ellway         | 53e                 |
| 56                  | Megan Hughes        | AB                  |

| France FRA | France FRA                | France FRA |
| ---------- | ------------------------- | ---------- |
| Num        | Coureuse                  | Pos        |
| 61         | Élisabeth Chevanne-Brunel | 9e         |
| 62         | Géraldine Loewenguth      | 32e        |
| 63         | Magali Le Floc'h          | 35e        |
| 64         | Séverine Desbouys         | 54e        |
| 65         | Sylvie Riedle             | 75e        |
| 66         | Albine Caillié            | AB         |

| Alfa Lum-William Aurora ALF | Alfa Lum-William Aurora ALF | Alfa Lum-William Aurora ALF |
| --------------------------- | --------------------------- | --------------------------- |
| Num                         | Coureuse                    | Pos                         |
| 71                          | Sonia Rocca (ITA)           | 11e                         |
| 72                          | Fátima Blázquez (ESP)       | 20e                         |
| 73                          | Alexandra Nöhles (GER)      | 26e                         |
| 74                          | Daniela Veronesi (SMR)      | 28e                         |
| 75                          | Regina Schleicher (GER)     | 46e                         |
| 76                          | Simona Grossi (ITA)         | AB                          |

| Edil Savino EDI | Edil Savino EDI         | Edil Savino EDI |
| --------------- | ----------------------- | --------------- |
| Num             | Coureuse                | Pos             |
| 81              | Karen Kurreck (USA)     | 12e             |
| 82              | Nada Cristofoli (ITA)   | 55e             |
| 83              | Catherine Marsal (FRA)  | 67e             |
| 84              | Sara Savino (ITA)       | 86e             |
| 85              | Luisiana Pegoraro (ITA) | AB              |

| SC Michela Fanini Record Rox MIC | SC Michela Fanini Record Rox MIC | SC Michela Fanini Record Rox MIC |
| -------------------------------- | -------------------------------- | -------------------------------- |
| Num                              | Coureuse                         | Pos                              |
| 91                               | Fany Lecourtois (FRA)            | 16e                              |
| 92                               | Natalja Kistchuk (UKR)           | 43e                              |
| 93                               | Tanja Schmidt-Hennes (GER)       | 48e                              |
| 94                               | Svetlana Guiguileva (UKR)        | 58e                              |
| 95                               | Marika Murer (SUI)               | 74e                              |
| 96                               | Silvia Parietti (ITA)            | 85e                              |

| Ebly EBL | Ebly EBL                | Ebly EBL |
| -------- | ----------------------- | -------- |
| Num      | Coureuse                | Pos      |
| 101      | Aline Camboulives (FRA) | 18e      |
| 102      | Tracey Gaudry (AUS)     | 51e      |
| 103      | Laurence Restoin (FRA)  | 66e      |
| 104      | Sabrina Arhab (FRA)     | 76e      |
| 105      | Juanita Feldhahn (AUS)  | AB       |

| Pays-Bas NED | Pays-Bas NED          | Pays-Bas NED |
| ------------ | --------------------- | ------------ |
| Num          | Coureuse              | Pos          |
| 111          | Mirjam Melchers       | 19e          |
| 112          | Sandra Rombouts       | 23e          |
| 113          | Janneke Vos           | 61e          |
| 114          | Elsbeth Vink          | AB           |
| 115          | Edith Klep-Moerenhout | AB           |

| Suisse SUI | Suisse SUI       | Suisse SUI |
| ---------- | ---------------- | ---------- |
| Num        | Coureuse         | Pos        |
| 121        | Marcia Eicher    | 25e        |
| 122        | Chantal Daucourt | 44e        |
| 123        | Elfie Kunz       | 70e        |
| 124        | Sandra Wampfler  | 78e        |
| 125        | Alexandra Born   |            |

| Canada CAN | Canada CAN         | Canada CAN |
| ---------- | ------------------ | ---------- |
| Num        | Coureuse           | Pos        |
| 131        | Susan Palmer-Komar | 29e        |
| 132        | Clara Hughes       | 40e        |
| 133        | Heather Cole       | 65e        |
| 134        | Sandy Espeseth     | 84e        |
| 135        | Cybil Di Guistini  | AB         |

| Norvège NOR | Norvège NOR         | Norvège NOR |
| ----------- | ------------------- | ----------- |
| Num         | Coureuse            | Pos         |
| 141         | Wenche Stensvold    | 30e         |
| 142         | Ragnhild Kostøl     | 80e         |
| 143         | Monica Valvik-Valen | AB          |
| 144         | Jorunn Kvalø        | AB          |

| Allemagne GER | Allemagne GER        | Allemagne GER |
| ------------- | -------------------- | ------------- |
| Num           | Coureuse             | Pos           |
| 151           | Jacqueline Brabenetz | 31e           |
| 152           | Tina Liebig          | 89e           |
| 153           | Ina-Yoko Teutenberg  | AB            |
| 154           | Natascha Klewitz     | AB            |
| 155           | Petra Rossner        | AB            |
| 156           | Cornelia Dreher      | AB            |

| SC Masters Automazione-Molteni Record MOL | SC Masters Automazione-Molteni Record MOL | SC Masters Automazione-Molteni Record MOL |
| ----------------------------------------- | ----------------------------------------- | ----------------------------------------- |
| Num                                       | Coureuse                                  | Pos                                       |
| 161                                       | Lucia Pizzolotto (ITA)                    | 33e                                       |
| 162                                       | Sigrid Corneo (ITA)                       | 37e                                       |
| 163                                       | Barbara Del Vai (ITA)                     | 64e                                       |
| 164                                       | Ljudmilla Corneo (ITA)                    | AB                                        |

| Russie RUS | Russie RUS           | Russie RUS |
| ---------- | -------------------- | ---------- |
| Num        | Coureuse             | Pos        |
| 171        | Swetlana Bubnenkowa  | 34e        |
| 172        | Valentina Gerasimova | 36e        |
| 173        | Ita Kryjanovskaia    | AB         |
| 174        | Gulnara Fatkúlina    | AB         |

| Hartol-Farm Frites HAR | Hartol-Farm Frites HAR     | Hartol-Farm Frites HAR |
| ---------------------- | -------------------------- | ---------------------- |
| Num                    | Coureuse                   | Pos                    |
| 181                    | Leontien van Moorsel (NED) | 39e                    |
| 182                    | Debby Mansveld (NED)       | 71e                    |
| 183                    | Marije Gemser (NED)        | 88e                    |
| 184                    | Hester Marieke Kroes (NED) | 93e                    |
| 185                    | Sissy van Alebeek (NED)    | AB                     |
| 186                    | Anouska van der Zee (NED)  | AB                     |

| Pologne POL | Pologne POL        | Pologne POL |
| ----------- | ------------------ | ----------- |
| Num         | Coureuse           | Pos         |
| 191         | Bogumiła Matusiak  | 41e         |
| 192         | Małgorzata Wysocka | 90e         |
| 193         | Monika Kotek       | AB          |
| 194         | Anna Skawinska     | AB          |
| 195         | Monika Tyburska    | AB          |
| 196         | Dorota Czynszak    | AB          |

| Nürnberger Versicherung - Emmi NUR | Nürnberger Versicherung - Emmi NUR | Nürnberger Versicherung - Emmi NUR |
| ---------------------------------- | ---------------------------------- | ---------------------------------- |
| Num                                | Coureuse                           | Pos                                |
| 201                                | Barbara Heeb (SUI)                 | 42e                                |
| 202                                | Viola Paulitz (GER)                | 45e                                |
| 203                                | Silvia Zoller (SUI)                | 57e                                |
| 204                                | Kerstin Scheitle (GER)             | 87e                                |
| 205                                | Nicole Peitzmeier (GER)            | AB                                 |
| 206                                | Diana Rast (SUI)                   | AB                                 |

| C.A. Mantes La Ville 78 CAM | C.A. Mantes La Ville 78 CAM | C.A. Mantes La Ville 78 CAM |
| --------------------------- | --------------------------- | --------------------------- |
| Num                         | Coureuse                    | Pos                         |
| 211                         | Alexandra Le Hénaff (FRA)   | 47e                         |
| 212                         | Delphine Deschamps (FRA)    | 92e                         |
| 213                         | Rachel Leroux (FRA)         | AB                          |
| 214                         | Aurélie Anaise (FRA)        | AB                          |

| Belgique BEL | Belgique BEL          | Belgique BEL |
| ------------ | --------------------- | ------------ |
| Num          | Coureuse              | Pos          |
| 221          | Ann Roegiers          | 50e          |
| 223          | Miranda De Permentier | AB           |
| 224          | Els Decottenier       | AB           |
| 225          | Liliane Leenknegt     | AB           |
| 226          | Veronique Coene       | AB           |
| 227          | Kim Van Gastel        | AB           |

| Swam Hooch ___ | Swam Hooch ___         | Swam Hooch ___ |
| -------------- | ---------------------- | -------------- |
| Num            | Coureuse               | Pos            |
| 231            | Tamara Poliakova (UKR) | 62e            |
| 232            | Elena Barillova (SVK)  | 79e            |
| 233            | Lenka Ilavská (SVK)    | AB             |
| 234            | Marie Kolarikova (CZE) | AB             |

| Rostex-Quantum ___ | Rostex-Quantum ___     | Rostex-Quantum ___ |
| ------------------ | ---------------------- | ------------------ |
| Num                | Coureuse               | Pos                |
| 241                | Julie Pekárková (CZE)  | 81e                |
| 242                | Lada Kozlíková (CZE)   | 83e                |
| 243                | Simona Wagnerova (CZE) | AB                 |
| 244                | Šárka Chmurová (CZE)   | AB                 |

| Danemark DEN | Danemark DEN   | Danemark DEN |
| ------------ | -------------- | ------------ |
| Num          | Coureuse       | Pos          |
| 251          | Rikke Sandhøj  | 73e          |
| 252          | Lisbeth Simper | AB           |
| 253          | Sanne Schmidt  | AB           |
| 254          | Lotte Schmidt  | AB           |

| Royale Pedale Saint Martin ___ | Royale Pedale Saint Martin ___ | Royale Pedale Saint Martin ___ |
| ------------------------------ | ------------------------------ | ------------------------------ |
| Num                            | Coureuse                       | Pos                            |
| 261                            | Deborah Geentjens (BEL)        | 77e                            |
| 262                            | Els Bauden (BEL)               | 82e                            |

| J&J Wholesalers JJW | J&J Wholesalers JJW     | J&J Wholesalers JJW |
| ------------------- | ----------------------- | ------------------- |
| Num                 | Coureuse                | Pos                 |
| 271                 | Anriette Schoeman (RSA) | AB                  |
| 272                 | Annelie Colyn (RSA)     | AB                  |
| 273                 | Chantal Polansky (BEL)  | AB                  |
| 274                 | Cecilia Bäckstedt (SWE) | AB                  |
| 275                 | Karin Avenant (RSA)     | AB                  |
| 276                 | Annelise Stander (RSA)  | AB                  |
| 277                 | Vanessa Cheatley (NZL)  | 63e                 |

| GS Mazza-Tege Fresh Fries MAZ | GS Mazza-Tege Fresh Fries MAZ | GS Mazza-Tege Fresh Fries MAZ |
| ----------------------------- | ----------------------------- | ----------------------------- |
| Num                           | Coureuse                      | Pos                           |
| 281                           | Elizabeth Tadich (AUS)        | AB                            |
| 282                           | Jacinta Coleman (NZL)         | AB                            |
| 283                           | Rebecca Bishop (GBR)          | AB                            |
| 284                           | Alexandra Bähler (SUI)        | AB                            |

Les dossards ne sont pas connus. Les équipes de coureuses ayant abandonné sont peu ou pas documentées. Elles ont été rangées selon le principe de plus grande probabilité. La liste présentée ici comporte certaines zones d'ombres : est-ce que l'équipe Rostex-Quantum a vraiment participé comme indiqué sur cycling news, ou s'agit-il de l'équipe nationale tchèque? La présence de la Royale Pedale Saint Martin semble également quelque peu étrange. Vanessa Cheatley est indiquée comme faisant partie de l'équipe nationale belge.